# San Manuel de Colohete (ort)
San Manuel de Colohete är en ort i Honduras.   Den ligger i departementet Departamento de Lempira, i den västra delen av landet, 160 km väster om huvudstaden Tegucigalpa. San Manuel de Colohete ligger 1 677 meter över havet och antalet invånare är 16 000.
Terrängen runt San Manuel de Colohete är huvudsakligen kuperad, men norrut är den bergig. Runt San Manuel de Colohete är det ganska glesbefolkat, med 48 invånare per kvadratkilometer. San Manuel de Colohete är det största samhället i trakten. Omgivningarna runt San Manuel de Colohete är en mosaik av jordbruksmark och naturlig växtlighet.